# Вісник Львівського університету. Серія філологічна
«Вісник Львівського університету. Серія Філологічна» — науковий журнал, заснований Львівським національним університетом імені Івана Франка. Виходить з 1968 року. Метою вісника є висвітлення оригінальних результатів наукових досліджень у царинах літературознавства, мовознавства, фольклористики. Видає філологічний факультет Львівського національного університету імені Івана Франка. Збірник наукових праць входив до переліку фахових видань ВАК України.

## Тематична спрямованість
У науковому віснику публікують праці з актуальних проблем українського мовознавства, літературознавства, фольклористики, франкознавства, славістики, сходознавства, зокрема актуальні проблеми історії української літератури, проблеми теорії літератури, компаративістики та культурології, літературної критики; проблеми сучасного франкознавства; актуальні проблеми прагматики, розвитку українського термінознавства, історії мови, дослідження семантичної, фонетичної і граматичної структури мови в діахронії та синхронії, української діалектології, соціолінгвістики, лінгвостилістики і текстології; питання методології дослідження українського фольклору, новітні тенденції зарубіжної фольклористики, історія слов'янської літератури, актуальні питання вивчення слов'янських мов; сучасні дослідження у галузі східних мов, літератур та культур, загальні проблеми сходознавства, проблеми арабістики, індології, іраністики, китаїстики, тюркології, японістики.

## Формат видання
Періодичність: 1-2 рази на рік
Мови видання: українська, англійська
Випуски наукового журналу «Вісник Львівського університету. Серія філологічна» розміщено на інтернет-сторінці Вісника Львівського університету. Видання можна переглядати в електронному форматі постатейно в архіві.

## Редакційна колегія

### Голова редакційної колегії
- Василь Івашків, доктор філологічних наук, професор

### Заступник голови редакційної колегії
- Зоряна Купчинська, доктор філологічних наук, професор

### Відповідальний секретар
- Ірина Роздольська, кандидат філологічних наук, професор

### Члени редколегії
- Флорій Бацевич, доктор філологічних наук, професор
- Соломія Бук, доктор філологічних наук, професор
- Олена Галета, доктор філологічних наук, професор
- Ярослав Гарасим, доктор філологічних наук, професор
- Ірина Кочан, доктор філологічних наук, професор
- Володимир Микитюк, кандидат філологічних наук, доктор педагогічних наук, професор
- Галина Мацюк, доктор філологічних наук, професор
- Марек Олейнік, доктор філологічних наук (докт. габіліт.), ад'юнкт (відділ неофілології, кафедра слов'янських мов; Університет Марії Кюрі-Склодовської, Люблін, Республіка Польща);
- Алла Татаренко, доктор філологічних наук, професор
- Костянтин Тищенко, доктор філологічних наук, професор (КНУ ім. Тараса Шевченка)
- Алла Швець, доктор філологічних наук, професор (Інститут Івана Франка НАН України)
- Боґуслав Бакула, доктор філологічних наук, професор (Університет імені Адама Міцкевича, м. Познань, Польща)
- Людмила Васильєва, доктор філологічних наук, професор
- Михайло Гнатюк, доктор філологічних наук, професор
- Микола Ільницький, доктор філологічних наук, професор, член-кореспондент НАН України
- Валерій Корнійчук, доктор філологічних наук, професор
- Алла Кравчук, кандидат філологічних наук, професор
- Богдана Криса, доктор філологічних наук, професор
- Роман Крохмальний, кандидат філологічних наук, доцент
- Ігор Набитович, доктор філологічних наук, професор (Університет імені Марії Склодовської-Кюрі, м. Люблін, Польща),
- Юрій Горблянський, кандидат філологічних наук, доцент